# Fritz Domina
Fritz Domina (* 14. April 1902 in Grefrath; † 2. April 1975 in Recklinghausen) war ein deutscher Pianist, Arrangeur und Filmkomponist.

## Leben
Er spielte nach seinem Musikstudium in den 20er Jahren in Hamburger Bands. 1928 stieß er zu Oskar Joost in Berlin und wurde dort als Pianist und Arrangeur ein einflussreiches Mitglied seines Orchesters. Seit 1932 arbeitete er als Arrangeur und Studioleiter für die Schallplattenfirma „Kristall“. 
In dieser Funktion nahm er als „Fritz Domina & Sein Tanzorchester“ zahlreiche Schallplatten mit Studiobands auf, oft mit dem Trompeter Werner Carow. Zu seinen Erfolgstiteln zählten Das alte Spinnrad, Wer einmal verliebt war, Jetzt müßte die Welt versinken und Wie ein Wunder kam die Liebe. Er komponierte und arrangierte auch einige Filmmusiken, mehrmals in Zusammenarbeit mit Will Meisel. Als 1937 das Plattenlabel „Kristall“ in den Besitz der Lindström-AG kam, wechselte Domina von Tanz- zu Konzertmusik, bis 1943 die Produktion zum Erliegen kam.
Nach Kriegsende beschränkte er sich auf seine Tätigkeit als Pianist und war für Filmkomponisten wie Hans-Martin Majewski und Peter Sandloff tätig, gelegentlich spielte er auch für die Bühne. In dem Kriminalfilm Der Greifer mit Hans Albers (1958) ist er am Klavier zu sehen.

## Filmografie
- 1934: Annette im Paradies
- 1934: Die große Chance
- 1934: La Paloma. Ein Lied der Kameradschaft
- 1935: Die letzte Fahrt der Santa Margareta
- 1935: Krach im Hinterhaus
- 1936: Der müde Theodor
- 1936: Familienparade
- 1936: Engel mit kleinen Fehlern
- 1936: Der verkannte Lebemann
- 1936: Alles für Veronika (Fräulein Veronika)
- 1936: Hummel - Hummel

## Tondokumente (Auswahl)
- Das alte Spinnrad. Langs. Foxtrott (Berthold-Hill)  Fritz Domina und sein Tanzorchester, Gesang: Kurt Mühlhardt. Kristall Nr. 3435 (C 6490) - 04.34
- "Viele hunderttausend weiße Blüten" Foxtrot (Grothe-Dehmel) Fritz Domina und sein Tanzorchester, Gesang: Paul Dorn. Kristall Nr. 3456 (C 6634) - 08.34
- "Du brauchst bei mir nur anzurufen" Foxtrot (Löbel-Kirchstein) Fritz Domina und sein Tanzorchester, Gesang: Paul Dorn. Kristall Nr. 3456 (C 6635) - 08.34
- Mädels, jetzt ist Damenwahl! Langs. Foxtrot a.d. Tonfilm „Oberwachtmeister Schwenke“ (Richartz-Richter) Fritz Domina und sein Tanzorchester, Gesang: Erwin Hartung. Kristall Nr. 3487 (C 6930) - 1935
- Nur eine Stunde, Slow-fox a. d. Tonfilm „Mazurka“ (Peter Kreuder) Fritz Domina und sein Tanzorchester, Gesang: Paul Dorn. Kristall Nr. 3566 (C 8238.1) - 1935
- Lieder, die uns der Zigeuner spielt. Lied u. Tango (Franz Doelle, Text Charles Amberg) a.d. Tonfilm „Heißes Blut“. Fritz Domina und sein Tanzorchester, Gesang: Rudolf Ehrhard (d. i. Rudi Schuricke) - 1936
- Schlager-Olympiade, Potpourri (Hans Schneider) 1. u. 2. Teil. Fritz Domina und sein Tanzorchester, Gesang: Raimund Vogl und Paul Dorn. Kristall Nr. 695 (C 9280 / C 9281) - 1936
- "Mein Schatz wir lernen italienisch" Lied u. Tango (Fritz Spielmann, Text von Stephan Weiss) Fritz Domina und sein Tanzorchester, Gesang: Paul Dorn.  Kristall Nr. 709 (C 9389) - 1936

Exportaufnahmen
a) für Schweden:
- Stackars Butterfly. Foxtrot (Sylvain) ur filmen „Eva gar ombord“. Gösta Kjellertz och Kristalls Domina Orkester. Kristall Svenskt 1226 - 1934

b) für Ungarn: 
- Kislány kezeket fel Foxtrot (Szlatinay, Békeffy és Nóti). Énekli Sebő Miklós. Játsza Domina tánczenekara. Kristály A 46 (C 6786) - Oktober 1934.

c) für Polen:
- Brunetki, blondynki, piosenka z filmu „Kocham wszystkie kobiety“ z udziałem J.Kiepury. Gra orkiestra taneczna, dyryguje Fritz Domina. Syrena-Electro 8524 - 26564 z roku 1935. Nagranie z matrycy niemieckiej firmy "Kristall" nr. C 8568.